# The Trial of the Chicago 7
The Trial of the Chicago 7 és una pel·lícula estatunidenca de drama legal de 2020 escrita i dirigida per Aaron Sorkin. La pel·lícula segueix els Chicago Seven, un grup de manifestants en contra de la Guerra del Vietnam acusat de conspiració a finals de 1969 per creuar fronteres estatals amb la intenció de provocar aldarulls a la Convenció Nacional Demòcrata de 1968 a Chicago. Té un repartiment coral que inclou Yahya Abdul-Mateen II, Sacha Baron Cohen, Daniel Flaherty, Joseph Gordon-Levitt, Michael Keaton, Frank Langella, John Carroll Lynch, Eddie Redmayne, Noah Robbins, Mark Rylance, Alex Sharp i Jeremy Strong.
Sorkin va escriure'n el guió el 2007 amb la intenció que Steven Spielberg la dirigís amb actors poc coneguts. Després d'unes protestes el 2007 i de problemes pressupostaris Spielberg va ser forçat a renunciar-ne a la direcció. L'octubre de 2018 es va anunciar que Sorkin en seria el director. La pel·lícula es va rodar la tardor de 2019 a Chicago i Nova Jersey.
Netflix la va estrenar en cinemes limitats el setembre de 2020 i digitalment el 16 d'octubre de 2020.

## Repartiment
- Yahya Abdul-Mateen II com a Bobby Seale
- Sacha Baron Cohen com a Abbie Hoffman
- Daniel Flaherty com a John Froines
- Joseph Gordon-Levitt com a Richard Schultz
- Michael Keaton com a Ramsey Clark
- Frank Langella com a jutge Julius Hoffman
- John Carroll Lynch com a David Dellinger
- Eddie Redmayne com a Tom Hayden
- Noah Robbins com a Lee Weiner
- Mark Rylance com a William Kunstler
- Alex Sharp com a Rennie Davis
- Jeremy Strong com a Jerry Rubin
- Kelvin Harrison Jr. com a Fred Hampton
- William Hurt com a John N. Mitchell
- Rory Cochrane com a Homer
- J. C. MacKenzie com a Tom Foran
- Ben Shenkman com a Leonard Weinglass
- Max Adler com a Stan Wojohowski